# چاه ملا (مشهد)
چاه ملا روستایی در دهستان میان ولایت بخش مرکزی شهرستان مشهد استان خراسان رضوی ایران است. بر پایه سرشماری عمومی نفوس و مسکن در سال ۱۳۹۰ جمعیت این روستا ۱۳۲ نفر (در ۳۳ خانوار) بوده‌است.